# Crosby, Stills & Nash (album)
Crosby, Stills & Nash je debutové a eponymní studiové album kalifornské superskupiny Crosby, Stills & Nash, vydané 29. května 1969 u Atlantic Records.

## Seznam skladeb

### Strana 1
1. "Suite: Judy Blue Eyes" (Stills) – 7:25
2. "Marrakesh Express" (Nash) – 2:39
3. "Guinnevere" (Crosby) – 4:40
4. "You Don't Have to Cry" (Stills) – 2:45

### Strana 2
1. "Wooden Ships" (Crosby, Stills, Paul Kantner) – 5:29
2. "Lady of the Island" (Nash) – 2:39
3. "Helplessly Hoping" (Stills) – 2:41
4. "Long Time Gone" (Crosby) – 4:17
5. "49 Bye-Byes" (Stills) – 5:16

## Sestava
- David Crosby – rytmická kytara, zpěv
- Stephen Stills – sólová kytara, baskytara, varhany, zpěv
- Graham Nash – zpěv, perkuse, akustická kytara
- Dallas Taylor – bicí, perkuse